# 終わらない世界/Vol.
『終わらない世界/Vol.』（おわらないせかい/ボリューム）は、ゴスペラーズ8枚目のシングル。1997年12月1日にキューンミュージックから発売された。

## 解説
「Winter Cheers!〜winter special/Higher」以来となる両A面シングルである。発売当初は8cmCDシングルであったが、2002年9月26日の再発売時に現在の仕様にあわせて12cmCDシングルで発売された。
ベスト・アルバム『G10』の投票ランキング内に「終わらない世界」が7位に入り、CDに収録された。「Vol.」は45位にランクインしている。

## 収録曲
全作詞：安岡優
1. 終わらない世界
  - 作曲・編曲：村上てつや
2. Vol.
  - 作曲・編曲：田辺恵二
3. 終わらない世界 〜no lead version
4. Vol. ～no lead version